# Castelo Morgraig

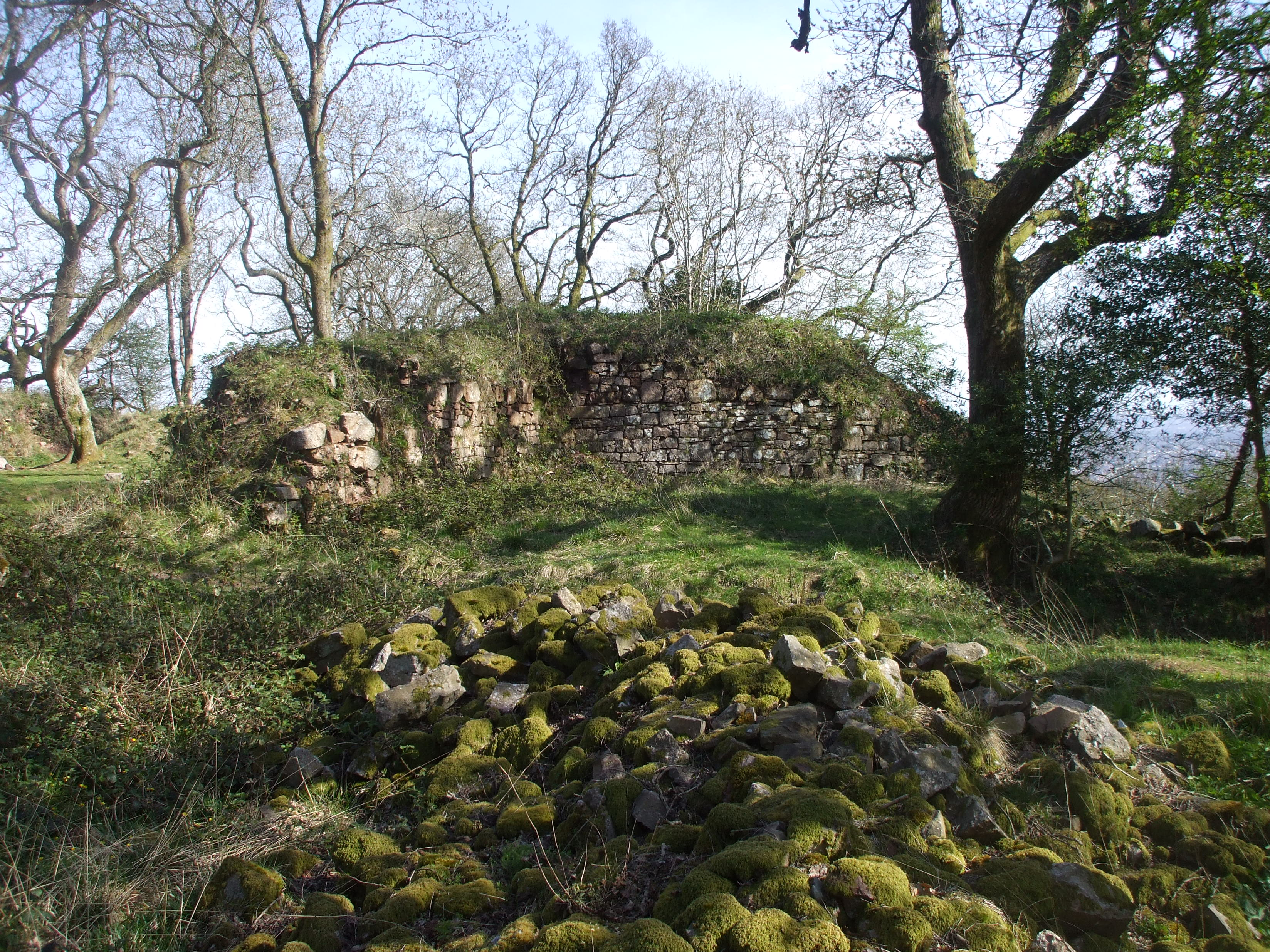
Castelo Morgraig, País de Gales.

O Castelo Morgraig (em língua inglesa Morgraig Castle) é um castelo atualmente em ruínas localizado em Caerphilly, País de Gales. 
Encontra-se classificado no Grau "II" do "listed building" desde 28 de janeiro de 1963.